# Geert Van Gestel
Geert Van Gestel is een personage uit de Vlaamse ziekenhuisserie Spoed dat werd gespeeld door Peter Michel. Hij was een vast personage van 2001 tot 2002.

## Personage
Dokter Geert Van Gestel komt het team van Luc Gijsbrecht versterken na de tragische dood van Cricri. Bij zijn eerste verschijning op de spoeddienst kunnen de vrouwelijke collega's hun ogen maar moeilijk van hem afhouden. Vooral verpleegster Lies Weemaes ziet hem wel zitten.
Geert werd overgeplaatst vanuit St. Elizabeth, waar hij in het verleden samenwerkte met Koen De Koninck. Koen vond hem toen een prima arts, en is dan ook verbaasd wanneer blijkt dat Geert zich nu zeer onzeker voelt en voortdurend hulp aan zijn collega's vraagt. Wanneer even later verpleegster Lynn Houben, ook een ex-collega en bovendien de ex-vriendin van hem, Lucs team komt versterken, zal duidelijk worden waarom. Ze vertelt Luc dat Geert ooit een patiënte is verloren, doordat hij haar verkeerde medicatie toediende. Wanneer Luc de zaak onderzoekt, blijkt echter dat er Geert totaal geen schuld treft. Dit is een serieuze opkikker voor hem en hij wordt weer de zelfzekere, prima urgentiearts die hij voordien was.

### Vertrek
Geert en Lynn worden opnieuw een koppel. Meer zelfs, ze trouwen. Als ze even later een aanbieding krijgen om voor drie jaar in Afrika te gaan werken, zien ze een droom in vervulling gaan. De knoop is dan ook snel doorgehakt.

## Familie
- Lynn Houben (echtgenote)